# Сёстры Бэрри

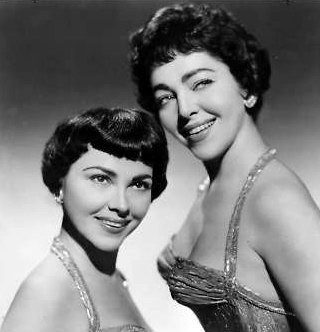
Сёстры Бэрри (слева Клэр —), справа Мерна (—))

Сёстры Бэ́рри (англ. The Barry Sisters, первоначально «The Bagelman Sisters» — Клэр (Claire) и Мерна (Merna) Бэрри) — американский джазовый дуэт, исполнявший в середине XX века песни на идише, русском и английском. В 1959 году посетили СССР с гастролями.

## История дуэта
Мина (6 апреля 1923—1976) и Клара (1920—2014) Бейгельман родились в Бронксе (район Нью-Йорка) в еврейской семье (отец эмигрировал из Российской империи, мать — из Вены). Их дед жил в Киеве на Подоле и переехал в США с семьёй после начала Гражданской войны.
Семья жила в нью-йоркском Ист-Сайде. Родным языком девочек был идиш. Первое выступление Мины с песней «Бублички» состоялось уже в шестилетнем возрасте на радиоканале WMND, принадлежавшем крупной еврейской газете «Форвертс». Имея хорошие вокальные данные и музыкальный слух, юные певицы записали на радио несколько серенад, после чего под руководством известного шоумена Эда Салливана начали профессионально заниматься фольклорной и джазовой музыкой.
Первые самостоятельные записи на радио в качестве джазовых певиц были сделаны в конце 1930-х годов. Они стали исполнять эстрадные песни и театральные шлягеры на идише, народные еврейские песни в свинговой аранжировке композитора и музыканта Абрама Эльштейна (Эйба Элстайна). Тогда же сёстры Мина и Клара Бейгельман начали выступать под сценическими псевдонимами Мерна и Клэр Бэрри, а их дуэт начал именоваться «Сёстры Бэрри».
Хорошая вокальная школа, сочетание низкого, бархатного, нежного голоса Клэр и высокого, звонкого и чистого голоса Мерны помогли сёстрам создать на эстраде свой стиль и приобрести всемирную известность. Певицы ездили с гастролями по всему миру. Выступали в Южной Африке, Австралии, не раз давали концерты и в Израиле.
В 1959 году, по случаю открытия американской выставки в СССР, вместе с группой американских артистов посетили Москву. Концерт состоялся в Зелёном театре парка имени Горького. Музыкальный обозреватель «The New York Times» писал: «Сёстры весело дарят миру удивительную коллекцию еврейских песен на фоне потрясающих аранжировок. Девушки легко варьируют знакомое и неизвестное и, для полного удовольствия, ошеломляют нас неожиданными еврейскими интерпретациями песен разных народов. В их исполнении нет стыков, есть органичное действо, подчиняющее внутреннему ритму».
Сёстры Клер и Мерна Берри первыми начали исполнять еврейские народные песни для массовой аудитории. Немалую роль в этом сыграл талант аранжировщика, продюсера и композитора Эйба Элстайна, руководителя дуэта. Репертуар сестёр Берри включал песни на девяти языках, в том числе «Хава нагила», «Аби гезунт», «Зог эс мир нох а мол», и «Дем найим шер», и Ciao Ciao Bambina.

### После смерти Мерны
В 1976 году Мерна умерла от опухоли головного мозга, и дуэт прекратил существование.
Клэр выступала с разными исполнителями, в том числе с Эмилем Горовцом, а позже подготовила программу с Яковом Явно. В 2007-м её концерты в США собрали довольно обширную аудиторию.
Клэр вспомнила: «Когда мне было 7 или 8 лет и я на следующий день собиралась впервые пойти в школу, отец меня подозвал и сказал очень тихо и серьёзно: «Клара, есть два слова, которые ты должна запомнить на всю жизнь». Я задумалась — что это за такие слова? Он говорит: «Эти два слова — Respect and Attitude. Ты должна уважать людей и всегда иметь к каждому из них своё отношение».
Певица тепло относилась к молодёжи. Однажды её внучка, будучи уже взрослой девушкой, рассказала о рэпе, после чего Клэр за один вечер сочинила рэп-композицию на идише, которую впоследствии исполняла.
Клэр Бэрри умерла в 2014 году в своём доме во Флориде в возрасте 94 лет.

## Репертуар
Наиболее известны в исполнении сестёр Бэрри следующие песни:

| - «Бублички»; - «Чирибим-чирибом (Волшебная песня вечного Пурима)»; - «Купите папиросы»; - «Тум-балалайка»; - «Да, моя доченька»; - «Моя еврейская мама» (идиш אַ ייִדישע מאַמע‎); - «Хава нагила»; - «Мой городок Белз»; - «Хоп геле»; - «Кузина»; | - «Где эта улица» (Крутится, вертится шар голубой); - «Очи чёрные»; - «Шмаровозник»; - «Шолом алейхем»; - «Main Glick» (рус. Моё счастье); - «Abi Gezunt» (рус. Будь здоров!); - «Zug Es Meir Noch Amool» (рус. Скажи мне это ещё раз); - «Бай мир бисту шейн» (рус. Для меня — ты красива); - «Их хоб дих цу фил либ» (рус. Я так тебя люблю). |

Хиты сестёр Бэрри были использованы в сериале про одесского налётчика Михаила Винницкого «Жизнь и приключения Мишки Япончика» (2011).